# فضاهای خیلی باز
«فضاهای خیلی باز» (به انگلیسی: Wide Open Spaces) چهارمین آلبوم استودیویی گروه دیکسی چیکس است که در سال ۱۹۹۸ میلادی منتشر شد.